# 如意輪寺 (小郡市)
如意輪寺（にょいりんじ）は福岡県小郡市横隈に所在する真言宗御室派の寺院。山号は清影山。本尊は日本でわずか二体（寺院安置としては唯一）の立像の如意輪観音で、福岡県指定文化財。平安時代後期の作と考えられている。通称かえる寺として知られる。

## 歴史
「元禄十年井上組寺社開基」（1697年）によると孝謙天皇の勅願により729年に行基開創という。江戸時代初期には衰退して茅舎1堂のみとなっていたために、古刹を惜しんだ久留米藩主の有馬忠頼により再興される。
有馬豊祐が久留米藩より分知されて松崎藩を創始すると、その治下に入るが貞享元年（1684年）の松崎藩改易により衰退。江戸幕府統治下の元禄5年（1692年）に郷民の助成により再興し、後に久留米藩治下に戻る。
安永7年（1778年）に久留米藩主有馬頼徸により筑後三十三観音霊場第8番札所とされる。
近年は住職が集めて境内に置かれる無数のカエルの置物からかえる寺とも呼ばれ毎年6月6日にはカエル祭りも執り行われている

## 交通
- 西鉄天神大牟田線 三沢駅より徒歩約15分
- 大分自動車道 筑後小郡インターチェンジより車で約10分